# Manengouba
Der Manengouba, auch Muanenguba oder Manenguba, ist ein erloschener Schichtvulkan an der Grenze der Provinzen Sud-Ouest und Littoral in Kamerun. Er erreicht eine Höhe von 2411 Meter über den Meeresspiegel und ist ein Teil der Kamerunlinie. Die nächstgelegenen Städte sind Nkongsamba und Melong. Nördlich des Manengouba liegt das Bambouto-Massiv und südwestlich der Mount Kupe.
Der Manengouba gehört zu den jüngeren Vulkanen der Kamerunlinie, seine Entwicklung begann vor ca. 1,55 Mio. Jahren und wird in drei Entwicklungsphasen eingeteilt. In der ersten Phase entwickelte sich der Elengoum, benannt nach seiner Caldera, vor ca. 1,55 Mio. bis 700.000 Jahren. Nachdem dieser Vulkan kollabierte und seine Caldera bildete, entwickelte sich der Eboga, auch Ebwo genannt, vor ca. 560.000 Jahren. Seine Caldera bildete sich vor ca. 480.000 Jahren und stellt die dritte Phase dar.
Die Gipfelregion des Vulkans wird von zwei Calderen dominiert, der Eboga (Ebwo)- und der Elengoum-Caldera. Die Ebwo-Caldera liegt auf einer Höhe von 1950 Metern und hat einen Durchmesser von 3 Kilometern. In ihrem Zentrum liegen der Male- und Femalelake, die zusammen ein Fassungsvolumen von ca. 40 Mio. m³ Wasser haben und von der örtlichen Bevölkerung zu medizinischen Zwecken aufgesucht werden. Beide Seen erhielten ihre Namen aufgrund ihrer Färbung, der Malelake hat eine bläuliche und ist angereichert mit Kalzium, Magnesium und Natrium. Der Femalelake hat eine grünliche Färbung und ist reich an Bicarbonaten. Die tiefer gelegene Elengoum-Caldera hat einen Durchmesser von sechs Kilometern, sie ist jedoch aufgrund der Erosion der Kraterwände weniger stark ausgeprägt. Zwischen beiden Calderen liegt die höchste Erhebung des Manengouba, an deren südlichen Berghängen sich ein Gebirgsregenwald ausbreitet. Die Gipfelregion des Manengouba wird von dem ansässigen Stamm der Bakossi Mwaam genannt. Insgesamt leben am Manengouba ca. 70.000 Menschen.

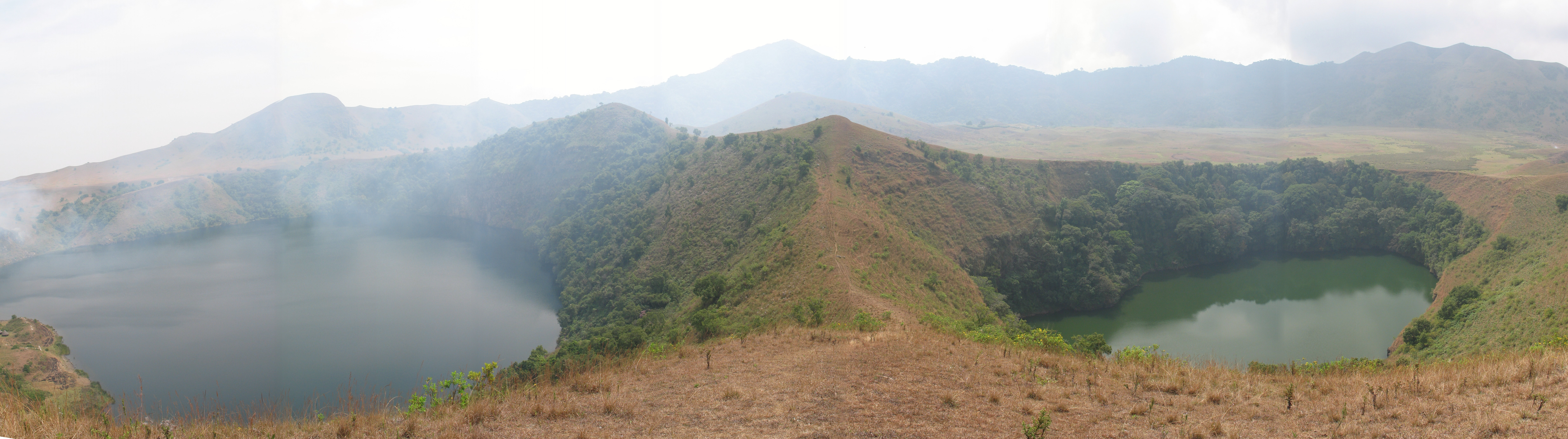
Der Male- und Femalelake

Das Massiv des Manengouba hat eine große ökologische Bedeutung, da 50 % der in dem Kamerungebirge endemisch lebenden Froschlurche hier vorkommen, unter anderem der Langfingerfrosch Leptodactylodon erythrogaster und Cardioglossa trifasciata. Von der Avifauna sind ca. 270 Vogelarten am Manengouba beheimatet. An seinen bewaldeten Berghängen wurde der Holotyp des Halsbandwürgers (Telophorus kupeensis) und des Mausseglers (Schoutedenapus myoptilus) aufgefunden und erstmals beschrieben. An Säugetieren kommen am Manengouba unter anderen die Weißzahnspitzmaus Crocidura manengubae, die Afrikanische Waldspitzmaus Myosorex okuensis und die Afrikanische Klettermaus Dendromus oreas vor.

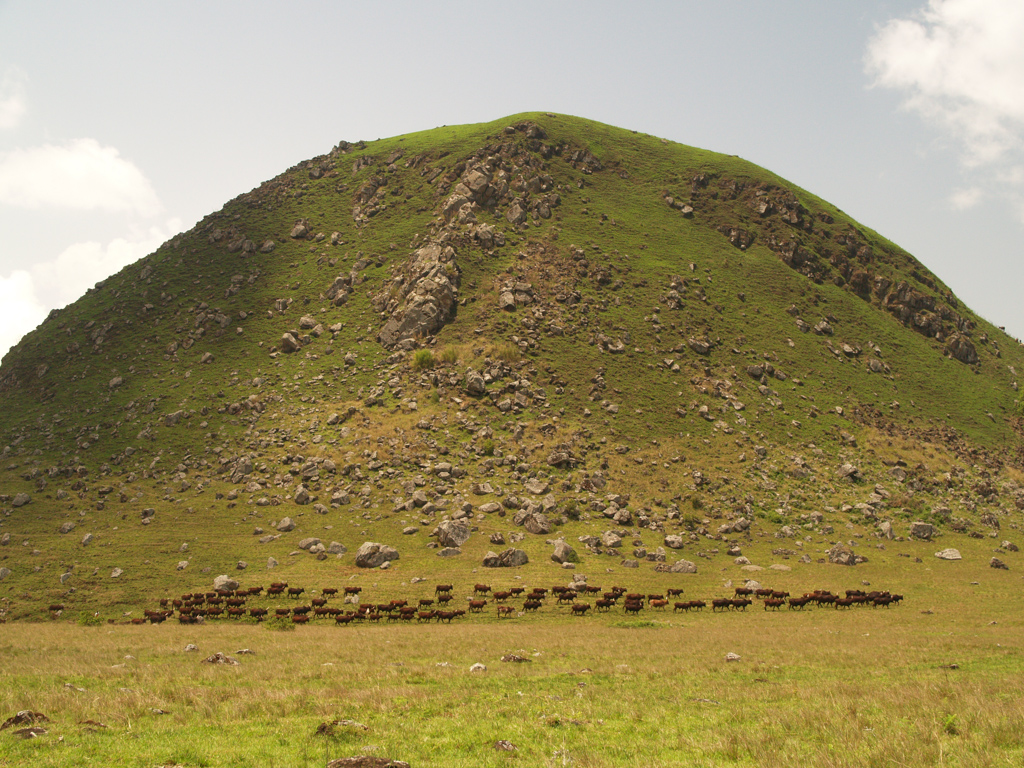
Grassavanne in der Ebwo-Caldera